# 瓜塔佩巨岩
瓜塔佩巨岩（西班牙語：El Peñón de Guatapé），也被称为“埃爾佩尼奧爾巨岩”（西班牙語：Piedra del Peñol），或简称“拉·皮耶德拉”（西班牙語：La Piedra，意为“岩石”），是位于哥伦比亚安蒂奥基亚省的一块巨石，坐落于省会麦德林东北方86公里处的瓜塔佩，同时靠近埃爾佩尼奧爾。

## 简介
巨岩东南部为最高点，高度为海拔2,135米，平均气温18摄氏度。巨岩高约220米，长约385米，含有2,200万立方米岩石，重量大约6,600万吨，主要由石英、长石和云母构成。巨岩有多个缺口，其中一个中建有呈z字形蜿蜒的台阶，共约649级。
巨岩位于佩尼奧爾-瓜塔佩水电站的水库边，并成为标定乡村农场和两座城市区域界线的一座地标。巨石距离最近的城镇瓜塔佩仅五分钟路程，有道路相连。
经过740级台阶，可以到达巨岩顶上有一座观景处，从那里可以获取工艺品、明信片和其他本地商品。在观景处可以眺望周长500公里的水库风景。
在巨岩顶上发现了一个新的植物种，并由一位德国科学家命名为“Pitcairma heterophila”。
巨岩至今由当地家庭拥有，游览费用为6美元。

## 历史
巨石坐落于安蒂奥基亚岩基（西班牙語：batlolito antioqueño）之上，形成于数百万年前。
此地区的原住民特海米思印第安人（Tahamies Indians）崇拜这座巨石，称其为“mojarrá”或“mujará”，意为“岩石”。
巨岩的第一次正式的攀爬在1954年7月。路易斯·维勒加斯（Luis Villegas），佩德罗·内尔·拉米雷斯（Pedro Nel Ramírez）和拉蒙·迪亚斯（Ramón Díaz）使用插入岩石壁上裂缝的棍子，在5天的努力后攀登上了巨岩。登山阶梯在此后修建完成。
在巨岩的北部表面上画有巨大的白色字母“G”和不完全的“U”，其中“U”只有一条竖直的笔画完成。瓜塔佩和埃爾佩尼奧爾长期对于巨岩的所有权存在争议，因此瓜塔佩的居民决定将自己城镇的名字画在巨岩之上，但没过多久埃爾佩尼奧爾居民发现了此行为，并聚集了一群人将其阻止，故只有字母“G”和“U”的一部分完成。
1940年代，巨岩被哥伦比亚政府定为国家名胜。

## 图集

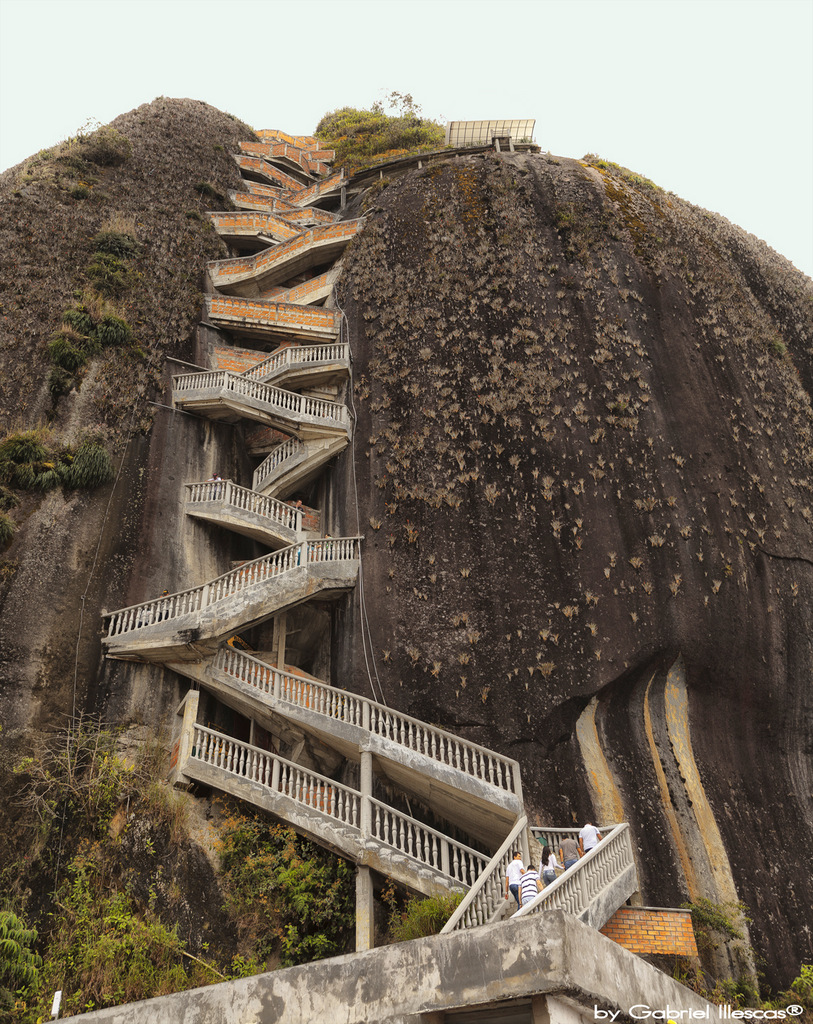
瓜塔佩巨岩的阶梯
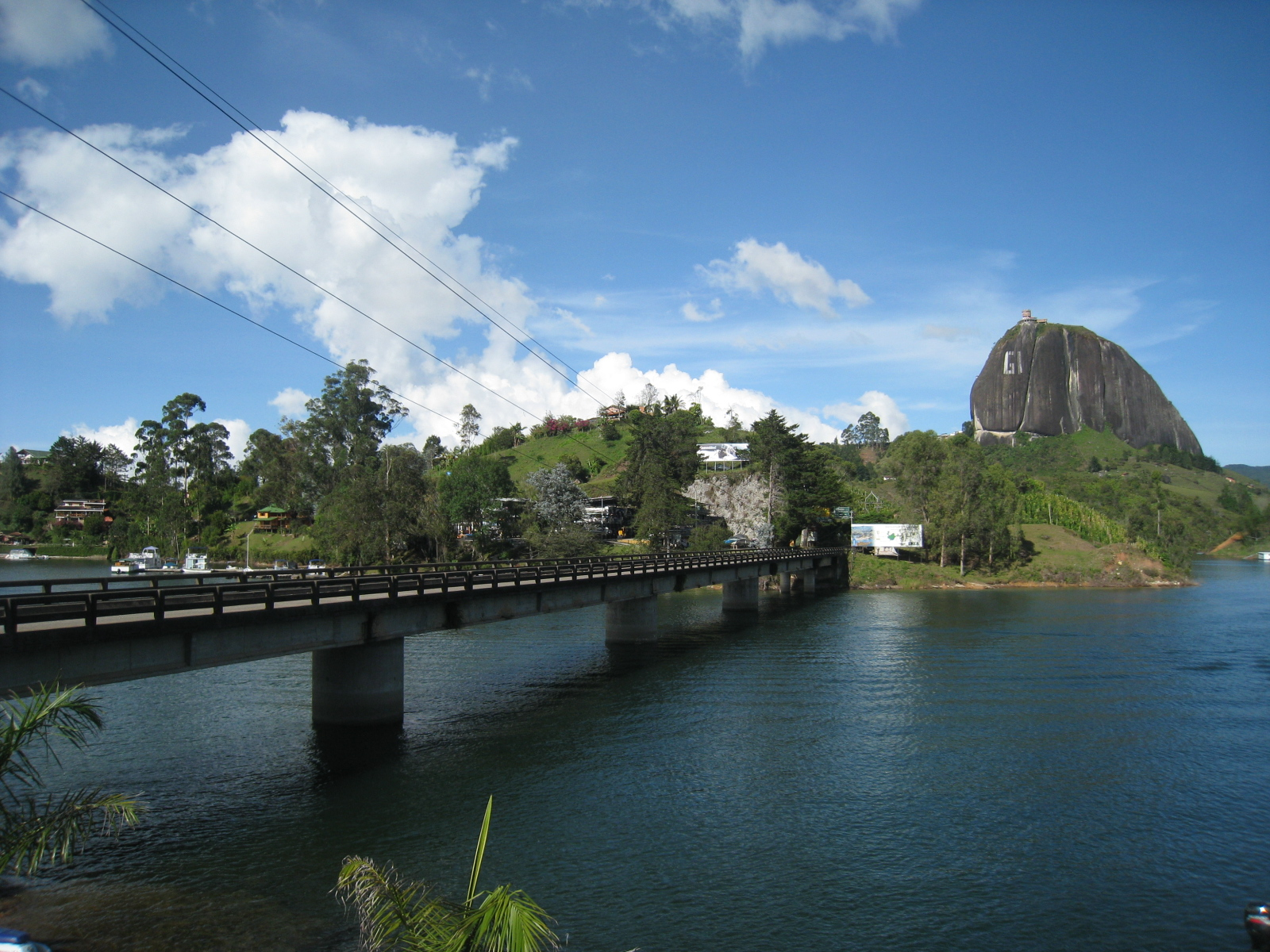
从北方望向瓜塔佩巨岩，可以看到岩石上的字母
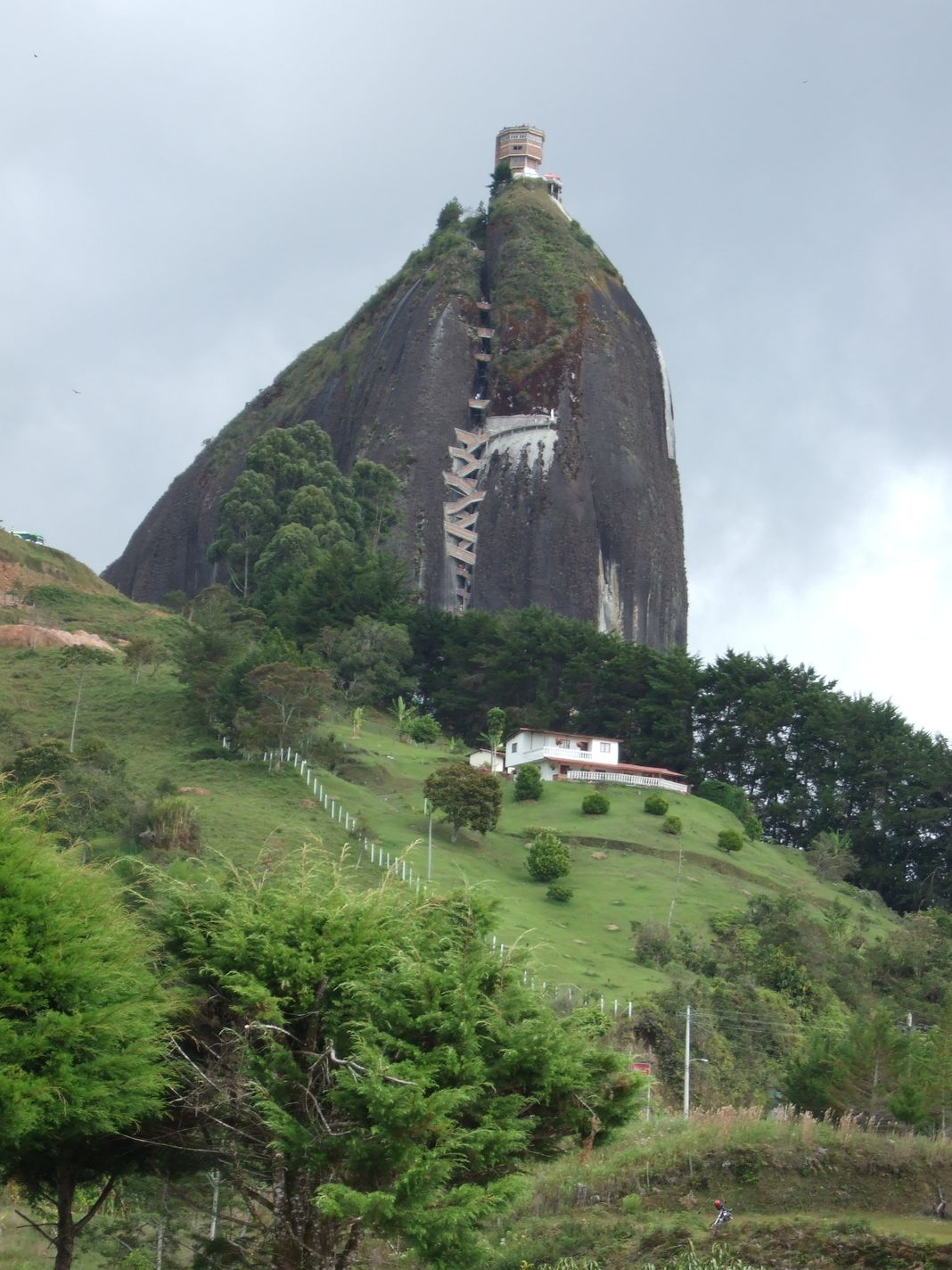
远眺瓜塔佩巨岩
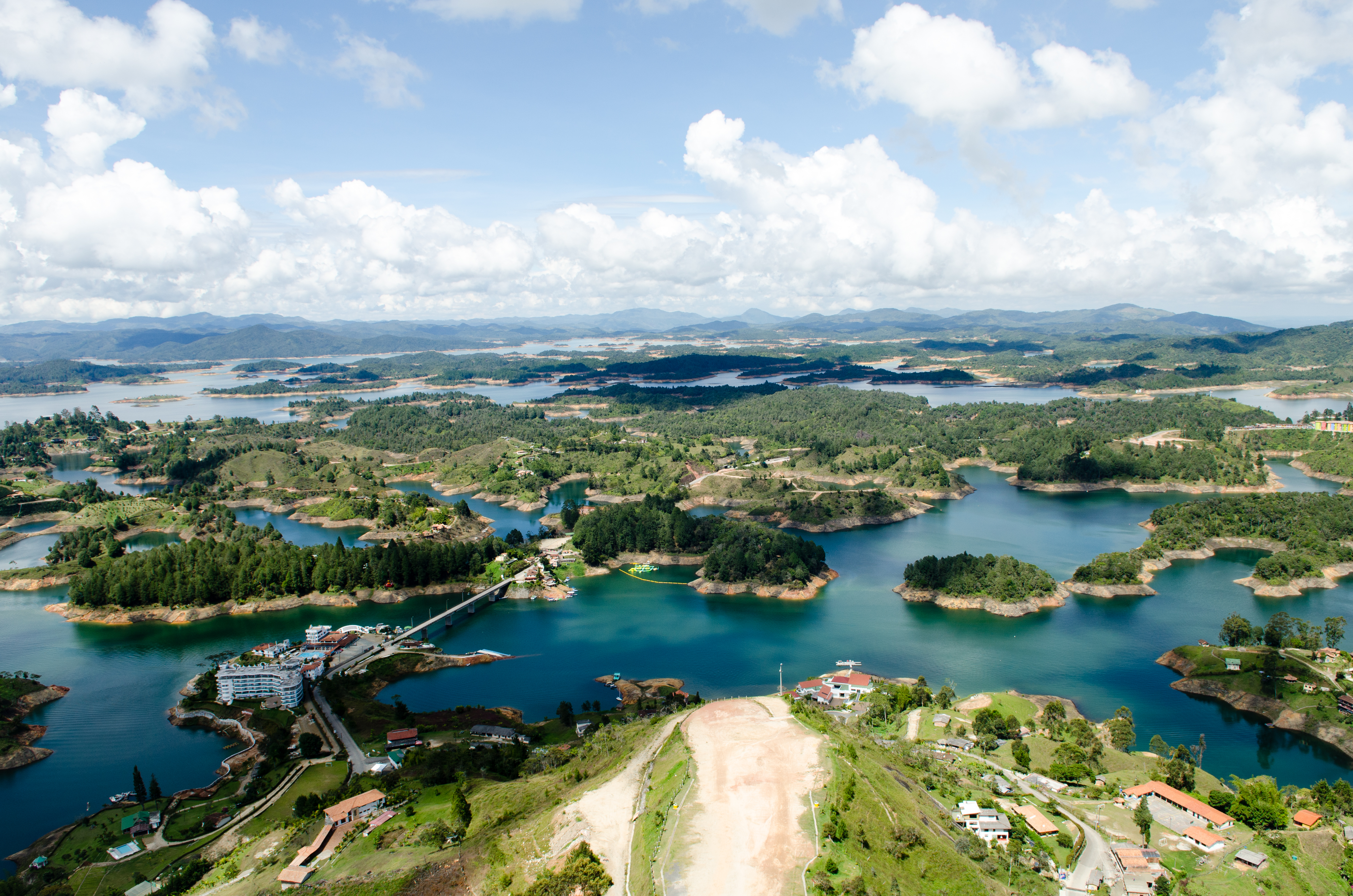
自瓜塔佩巨岩眺望